# Marquesado de Premio Real
El marquesado de Premio Real es un título nobiliario español creado por el rey Felipe V el 5 de marzo de 1741 a favor de Domingo José de Miranda y Llanos, presidente de la Real Cancillería del Reino de Santa Fe. Se concedió con el vizcondado previo de Préstamos. Los marqueses de Premio Real fueron señores jurisdiccionales del municipio andaluz de Paterna del Campo, en la provincia de Huelva. El título caducó tras estar más de 40 años vacante.

## Marqueses de Premio Real
|                       | Titular                                                   | Periodo               |
| Creación por Felipe V | Creación por Felipe V                                     | Creación por Felipe V |
| --------------------- | --------------------------------------------------------- | --------------------- |
| I                     | Domingo José Fernández de Miranda y Llanos                | 1741-1745             |
| II                    | Diego José Fernández de Miranda Gómez-Hidalgo             | 1745-1748             |
| III                   | Domingo José Fernández de Miranda Gómez-Hidalgo           | 1748-1766             |
| IV                    | Domingo Fernández de Miranda y Larralde                   | 1766-1782             |
| V                     | Alonso Fernández de Miranda y Rodríguez de Valcárcel      | 1782-1800             |
| VI                    | Joaquín Fernández de Miranda y Rodríguez de Valcárcel     | 1800-1818             |
| VII                   | Francisco de Paula Fernández de Miranda y Hoyos           | 1818-1856             |
| VIII                  | Eduardo de Miranda Ramírez de Cartagena                   | 1856-1870             |
| IX                    | Ricardo Fernández de Miranda y Sandoval                   | 1870-1930             |
| X                     | Eduardo de Ceballos-Zúñiga y Rengifo Fernández de Miranda | 1930-1942             |

## Historia de los Marqueses de Premio Real

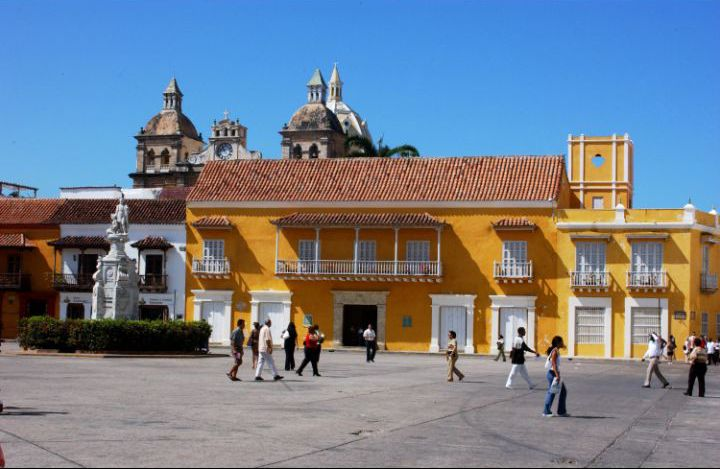
Casa en Cartagena de Indias de Domingo de Miranda, I Marqués de Premio Real.

- Domingo José de Miranda y Llanos, (n. 3 de enero de 1684, Gijón - m. 30 de octubre de 1745, Cartagena de Indias)[2] I Marqués de Premio Real. Obtuvo el título en 1741 con Vizcondado previo de Préstamos, fue Caballero de la Orden de Santiago. Casó con Inés Gómez-Hidalgo con quien fundó mayorazgo. Le sucedió su hijo Diego José, y su hijo Ignacio José de Miranda recibió el Condado de Villamiranda en 1750.[2][3]
- Diego José Fernández de Miranda Gómez-Hidalgo, (n. (?) - m. 24 de junio de 1748, Madrid) II Marqués de Premio Real. Fue el I Señor de la Vila de Paterna del Campo y Caballero de la Orden de Santiago. Le sucedió su hermano.[3]
- Domingo José Fernández de Miranda Gómez-Hidalgo, (n. (?) - m. 1766) III Marqués de Premio Real. Fue el II Señor de la Vila de Paterna del Campo y Caballero de la Orden de Calatrava. Casó con Josefa de Larralde, y en segunda nupcia con María Ana Rodríguez de Valcárcel y Jácome-Linden. Le sucedió su hijo.[3]
- Domingo Fernández de Miranda y Larralde (n.(?) - m. 1782) IV Marqués de Premio Real. Casó con Clara de Garay. Le sucedió su hermano.[3]
- Alonso Fernández de Miranda y Rodríguez de Valcárcel (n.(?) - m. 23 de junio de 1800, Chiclana de la Frontera) V Marqués de Premio Real. Casó con María Teresa de los Ríos y Calcano. Le sucedió su hermano.[3]
- Joaquín Fernández de Miranda y Rodríguez de Valcárcel (n. (?) - m. 20 de abril de 1818, San Fernando) VI Marqués de Premio Real. Capitán de fragata de la Real Armada. Casó con Manuela de Hoyos y Fernández de Miranda. Le sucedió su hijo.[3]
- Francisco de Paula Fernández de Miranda y Hoyos (n. 1801 - m. 17 de abril de 1856) VII Marqués de Premio Real. Le sucedió su hijo.[3]
- Eduardo de Miranda Ramírez de Cartagena (n. 1831 - m. 5 de mayo de 1870)[4] VIII Marqués de Premio Real. Casó  con María de la Consolación Fernández de Miranda y Sandoval. Le sucedió su hijo.[3]
- Ricardo Fernández de Miranda y Sandoval (n. 21 de febrero de 1863, Madrid - m. 17 de septiembre de 1930)[5] IX Marqués de Premio Real. Le sucedió su sobrino.[6][3]
- Eduardo de Ceballos-Zúñiga y Rengifo Fernández de Miranda, X Marqués de Premio Real. Último marqués, el título quedó vacante tras su muerte.[3][5]